# Wyżnie Siodełko
Wyżnie Siodełko (ok. 2370 m) – wcięcie w górnej części Mięguszowieckiego Filara w polskich Tatrach Wysokich. Wschodnią ścianą Mięguszowieckiego Szczytu dochodzi do niego potężna Załupa Świerza.
Pierwszy raz na Wyżnim Siodełku byli Jan Humpola i Mieczysław Świerz 22 września 1921 r. podczas wejścia na Mięguszowiecki Szczyt. Autorem nazwy przełączki jest Władysław Cywiński.

## Drogi wspinaczkowe
1. Północno-wschodnim filarem Mięguszowieckiego Szczytu (od podstawy Czołówki MSW na szczyt); V skali tatrzańskiej, 6 godz.
2. Droga Świerza (z Dolnego Tarasu Załupą Świerza i Wyżnim Siodełkiem na szczyt); III, miejsca V-, 3 godz.
3. Droga Kurczaba (z Bańdziocha prawą częścią wschodniej ściany) V, 5 godz.[2]

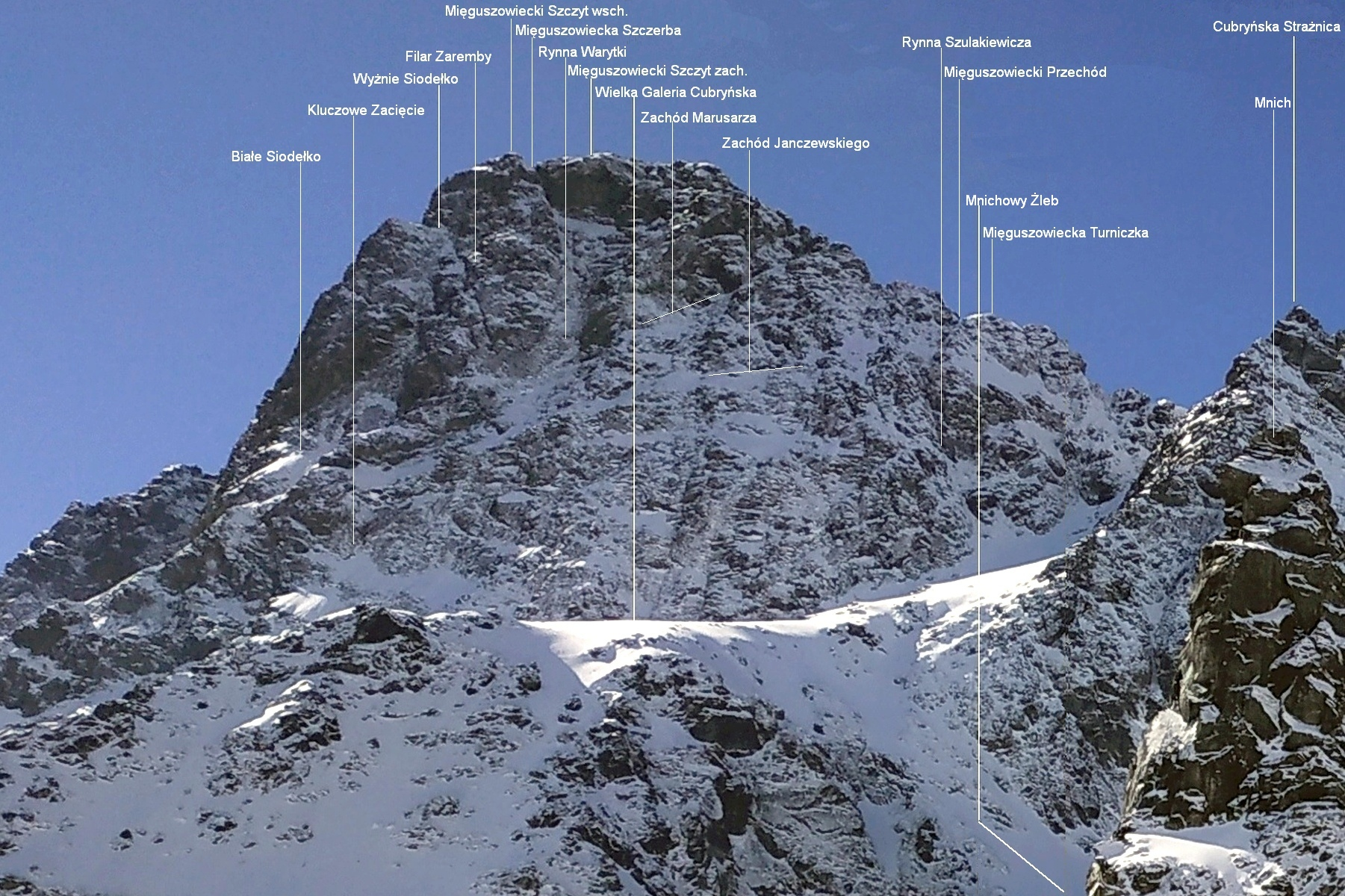